# Euxoa pugionis
Euxoa pugionis är en fjärilsart som beskrevs av Smith 1900. Euxoa pugionis ingår i släktet Euxoa och familjen nattflyn. Inga underarter finns listade i Catalogue of Life.